# Sprawa Tichborne’a
Sprawa Tichborne’a – próba zawłaszczenia tytułu baroneta Tichborne przez londyńskiego rzeźnika Arthura Ortona, jeden z najgłośniejszych publicznych skandali w wiktoriańskiej Anglii.

## Roger Tichborne

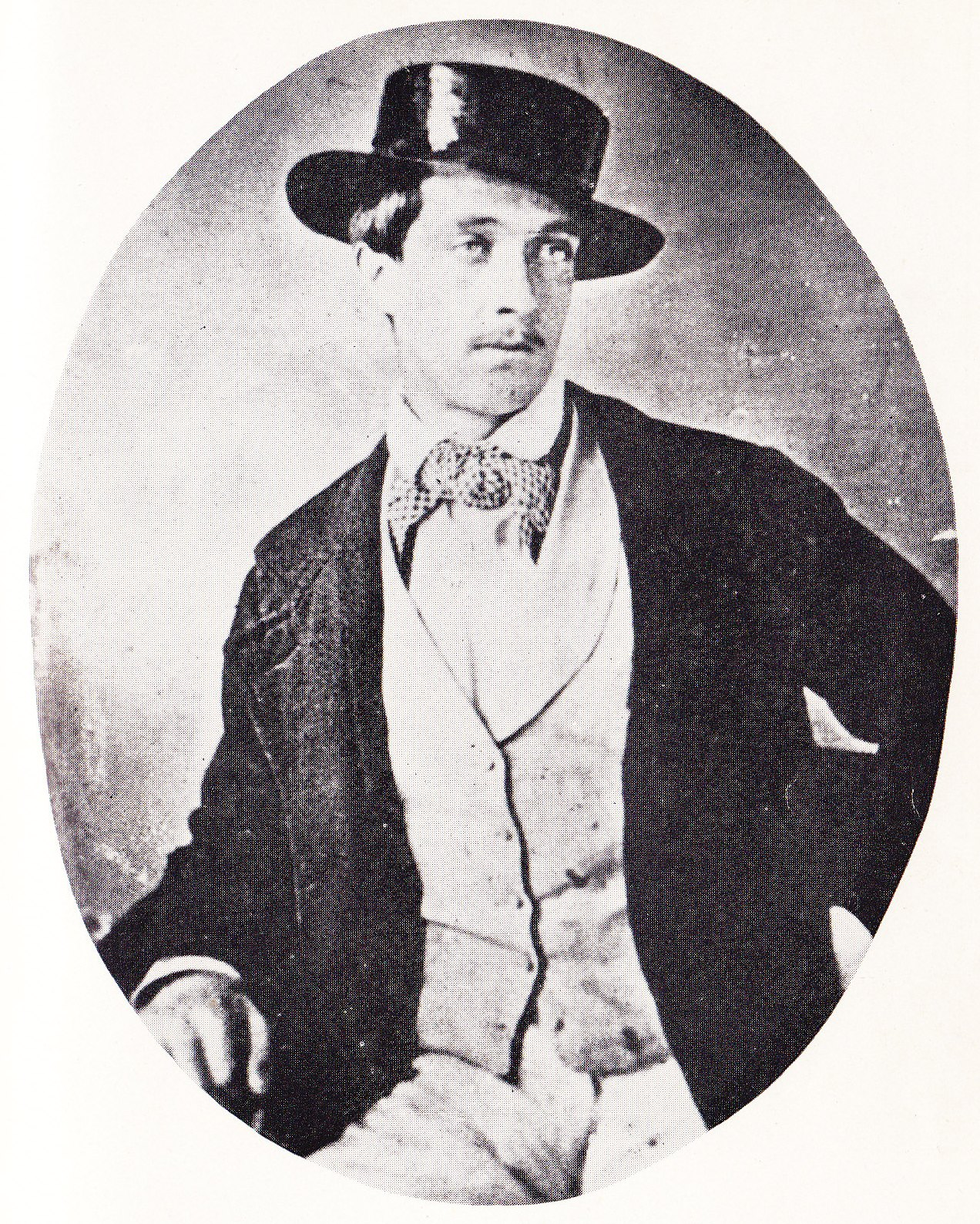
Fotografia Rogera Tichborne’a

Szczycący się tytułem baronetów Tichbornowie, z korzeniami sięgającymi czasów sprzed inwazji normańskiej w 1066 roku, byli jedną z najbogatszych angielskich katolickich rodzin arystokratycznych. Po śmierci siódmego baroneta Henry’ego Tichborne’a w 1821 roku ród stanął w obliczu wymarcia: z jego siedmiu synów dwóch zmarło jako nastolatkowie, Benjamin Edward (1780-1810) zmarł bezżennie jeszcze za życia ojca, a najmłodszy Robert nie doczekał się potomstwa. Najstarszy syn i spadkobierca tytułu, Henry Joseph, umarł w 1845 roku doczekując się tylko siedmiu córek. Jego sukcesorem został młodszy brat Edward (1782-1854), który odziedziczył spadek po kuzynce i przyjął nazwisko Doughty. Pozostawił po sobie wyłącznie córkę Katherine, jego jedyny syn zmarł bowiem w wieku sześciu lat. Po nim tytuł odziedziczył ostatni pozostały przy życiu z braci, James Francis. Żonaty od 1827 roku z Francuzką Henriettą Felicite Seymour miał dwóch synów: urodzonego w 1829 roku Rogera Charlesa i urodzonego w 1834 roku Alfreda Josepha.
Roger Tichborne wczesne dzieciństwo spędził we Francji. W latach 1845–1848 pobierał naukę w Stonyhurst College. Do końca życia mówił jednak z wyraźnym francuskim akcentem. Po ukończeniu szkoły przez trzy lata służył w 6. pułku dragonów, często goszcząc w posiadłości swojego wuja Edwarda, gdzie zakochał się z wzajemnością w swojej kuzynce Katherine. Ze względu na bliski stopień pokrewieństwa oraz opinię hulaki, jaką cieszył się Roger, kochankowie zostali rozdzieleni. Zrozpaczony Roger wypłynął w 1853 roku do Ameryki Południowej. Na wieść o śmierci wuja postanowił wrócić do kraju. 20 kwietnia 1854 roku zaokrętował się w Rio de Janeiro na pokład statku płynącego do Kingston na Jamajce. Cztery dni później morze wyrzuciło u brzegów Brazylii pustą szalupę ratunkową i elementy wyposażenia okrętu, który wraz z pasażerami zaginął bez wieści. W lipcu 1855 roku arystokrata został prawnie uznany za zmarłego.
Po zaginięciu Rogera spadkobiercą tytułu został jego młodszy brat Alfred, alkoholik i lekkoduch, który zmarł w 1866 roku. Doczekał się syna, Henry'ego Alfreda, urodzonego już jako pogrobowiec. Nie wierząca w śmierć syna lady Tichborne szukała wszelkich wieści mogących świadczyć o jego uratowaniu się ze statku, zamieszczając liczne ogłoszenia w prasie. W 1865 roku skontaktowała się z Arthurem Cubittem, szefującym działającej w Sydney agencji „Zaginieni Przyjaciele”, który w jej imieniu zamieścił w lokalnej gazecie komunikat o poszukiwaniu Rogera Tichborne’a.

## Pretendent
9 października 1865 roku z Cubittem skontaktował się znajomy adwokat z Wagga Wagga w Nowej Południowej Walii, z informacją, że rozpoznał Tichborne’a w zbankrutowanym rzeźniku posługującym się nazwiskiem Thomas Castro. Twierdził on, że jest Anglikiem z pozostawionym w kraju tytułem do posiadłości, a w Australii znalazł się jako rozbitek ze statku. Cubitt powiadomił o sprawie lady Tichborne, a niedługo potem napisał do niej także rzekomo cudownie odnaleziony syn. Po wymianie listów, z których zaczerpnął kilka szczegółów z życia zaginionego spadkobiercy tytułu, Castro udał się do Sydney, gdzie zaciągnął w banku pożyczkę na podróż i wziął powtórny ślub w obrządku katolickim ze swoją australijską żoną, która wkrótce powiła córkę. Został także rozpoznany jako Roger Tichborne przez mieszkającego w Sydney dawnego służącego jego wuja Edwarda. We wrześniu 1866 wraz z nim oraz żoną i córką wyruszył do Londynu.
Castro-Tichborne przybył do Anglii na Boże Narodzenie 1866 roku. Chorobliwie otyły, ważący ponad dwukrotnie więcej niż zaginiony baronet, został jednak „rozpoznany” przez radcę prawnego rodziny Edwarda Hopkinsa. 10 stycznia 1867 roku pretendent udał się do Paryża na spotkanie z rzekomą matką. Zaakceptowany przez nią jako syn, otrzymał wkrótce roczną pensję w wysokości tysiąca funtów.
Rzekomy Roger Tichborn zamieszkał w Essex Lodge w Croydon, prowadząc dostatnie życie dzięki przyznanej przez matkę pensji. Szybko zaczęły mnożyć się wątpliwości co do jego tożsamości. Lady Tichborne była uparcie przekonana o odnalezieniu syna, pozostali krewni dostrzegali jednak coraz więcej rozbieżności – „Roger” nie znał ani słowa po francusku, nie pamiętał o wielu wydarzeniach, mylił imiona członków rodziny, a podczas spotkania nie rozpoznał swojej ukochanej Katherine. Krewni oszusta wynajęli prawników, którzy szybko ustalili, że pierwszego wieczora po przyjeździe do Londynu samozwańczy Roger udał się do Wapping, gdzie jako „znajomy” rozpytywał się o rodzinę niejakiego Arthura Ortona.

## Tożsamość

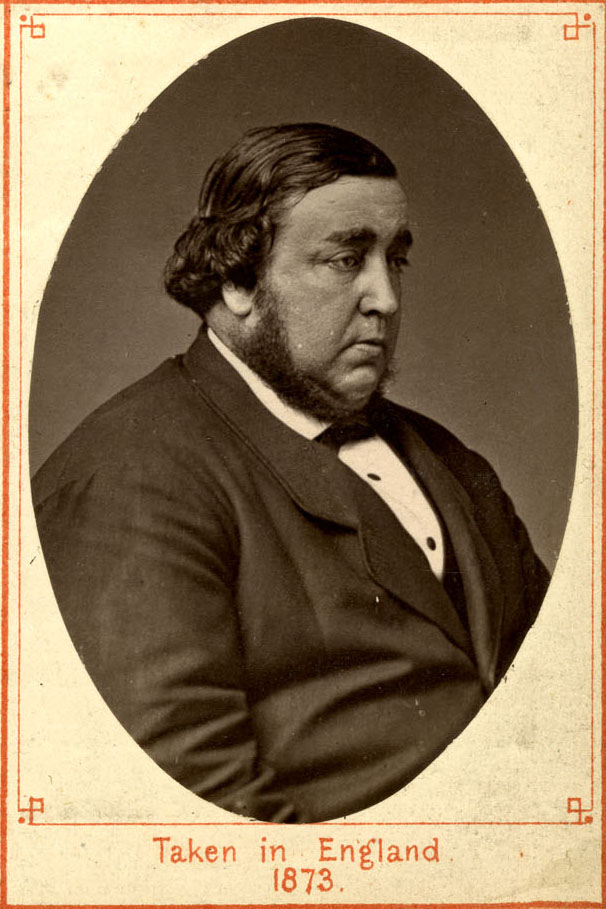
Arthur Orton

Podszywający się pod Rogera Tichborne’a oszust naprawdę nazywał się Arthur Orton. Urodził się 20 marca 1834 roku w wielodzietnej rodzinie rzeźnika z Wapping. Chorował na pląsawicę Sydenhama, przez co nie mógł uczęszczać do szkoły. Jako piętnastolatek wysłany przez ojca za morze, zszedł ze statku w 1849 roku w chilijskim Valparaíso i przez kilkanaście miesięcy mieszkał w Melipilli. W 1851 roku powrócił do Anglii, pracując najpierw w sklepie ojca, a rok później zaokrętował się na okręt płynący do Tasmanii. W maju 1853 roku dotarł do Hobart, imając się różnych zawodów. Stracił kontakt z pozostawioną w Anglii rodziną, zaczął wieść życie kryminalisty. Ostatecznie zatrudnił się jako rzeźnik w Wagga Wagga pod przybranym nazwiskiem Thomas Castro.

## Sprawa sądowa
12 marca 1868 lady Tichborne zmarła. Obawiający się utraty środków finansowych pretendent oskarżył swoich nowych krewnych o jej otrucie. Prawnicy wynajęci przez szykujących się do wytoczenia procesu o oszustwo Tichborne’ów zaczęli znajdować coraz więcej dowodów na fałszywość tożsamości Rogera. W Australii dotarli do osób, które rozpoznały go ze zdjęcia jako Arthura Ortona. Okazało się także, że fałszywy arystokrata posyłał potajemnie pieniądze swoim biologicznym siostrom i został odszukany przez swojego brata Charlesa Ortona, który szantażował go, aż za sowitym wynagrodzeniem został nakłoniony do przeprowadzki i zmiany nazwiska.
Fałszywy Roger Tichborne zaczął się coraz bardziej zadłużać, a swoją sytuację finansową próbował ratować wypuszczaniem obligacji, które zamierzał spłacić po uzyskaniu rodowego majątku. Zdecydował się także podać do sądu pułkownika Lushingtona, wynajmującego posiadłość Tichborne, by po jego wyeksmitowaniu samemu ją przejąć. Jednocześnie chciał w ten sposób potwierdzić swoją rzekomą tożsamość i tytuł do majątku. Sprawa, tocząca się od 10 maja 1871 do 7 marca 1872 roku, zakończyła się jednak dla oszusta całkowitą klęską. Pomimo powołania przez powoda ponad stu świadków potwierdzających jego tożsamość jako Rogera Tichborne’a, zastępca prokuratora generalnego sir John Coleridge udowodnił w toku postępowania dowodowego, że pretendent nie przypomina zaginionego Rogera pod względem wyglądu, charakteru, manier i wykształcenia, a także mylił lub w ogóle nie pamiętał licznych faktów ze „swojego” życia (jak nazwiska panieńskiego matki czy przebiegu służby wojskowej). Ława przysięgłych oddaliła pozew, a sam Orton został zdemaskowany i uznany winnym krzywoprzysięstwa. Wkrótce po ogłoszeniu wyroku został aresztowany.
W dniach 23 kwietnia 1873–28 lutego 1874 w Westminster Hall odbył się proces oskarżonego o krzywoprzysięstwo i fałszerstwo Ortona pod przewodnictwem sir Alexandra Cockburna. Sprowadzeni przez stronę oskarżającą świadkowie z Australii i Chile potwierdzili prawdziwą tożsamość oskarżonego. Ten utrzymywał, że Arthur Orton to imię jego przyjaciela poznanego w Australii, a jako Roger Tichborne utrzymywał w młodości intymne stosunki z zamężną obecnie Katherine, przez co naraził się na zarzut uchybienia czci damy. Jego sprawie nie dopomógł w żaden sposób obrońca Edward Kenealy, który wyłącznie znieważał Tichborne’ów, a całą sprawę przedstawiał jako wynik jezuickiego spisku. Ostatecznie został uznany winnym i skazany na 14 lat więzienia oraz ciężkich robót.

## Epilog
Orton został osadzony w więzieniu Millbank, jeszcze pod koniec roku przeniesiono go do więzienia Dartmoor. Wyczerpany ciężką pracą gwałtownie stracił na wadze i zaczął chorować. W kwietniu 1877 roku po raz kolejny przeniesiono go, tym razem do więzienia o lżejszym rygorze Portsea Prison w Portsmouth. W międzyczasie powstało liczne grono jego zwolenników organizujących demonstracje w obronie Tichborne’a, przekonanych że cała sprawa była spiskiem kręgów rządowych i establishmentu wymierzonym w osobę będącą symbolem prostego, uczciwego człowieka. Na całej sprawie zbił polityczny kapitał obrońca Ortona, Edward Kenealy, który założył czasopismo The Englishman, a w 1875 roku dostał się do parlamentu jako kandydat niezależny.
Orton został zwolniony przedterminowo 11 listopada 1884 roku. Zarabiał na życie występami w teatrach i cyrkach, bezskutecznie licząc na zainteresowanie prasy swoją osobą i wytoczenie ponownego procesu, który miałby doprowadzić do rewizji wyroku. W 1886 roku wyjechał do Nowego Jorku, licząc na zdobycie poparcia amerykańskiej opinii publicznej. Planowane tournée okazało się jednak fiaskiem, a sam Orton skończył ostatecznie jako barman w jednym z pubów. W 1887 roku wrócił do Anglii, gdzie poślubił aktorkę teatru muzycznego Lily Enever. W 1895 roku za kwotę 4 tys. funtów sprzedał swoje wydawane w odcinkach wspomnienia magazynowi The People. Z uzyskanych pieniędzy założył sklep z tytoniem, który jednak szybko zbankrutował. Zmarł w biedzie 1 kwietnia 1898 roku. Pochowano go na cmentarzu w Paddington.
W 1998 roku historia Ortona stała się kanwą filmu The Tichborne Claimant z Johnem Kani i Robertem Pugh w rolach głównych.